# Nedra Norr-Entjärnen
Nedra Norr-Entjärnen är en sjö i Ljusdals kommun i Hälsingland och ingår i Ljusnans huvudavrinningsområde.